# Skånská válka
Skånská válka byla válka v létech 1674 – 1679 mezi dánsko-norskou unií, Braniborským kurfiřtstvím a Švédskem. Bojovalo se převážně na skånské půdě, v bývalé dánské provincii, a na hranicích Švédska a severoněmeckých knížectví.

## Vznik a průběh války
Válku podnítilo Švédsko svým zapojením do francouzsko-nizozemské války. Švédsko se spojilo s Francií proti několika evropským zemím. Nizozemská republika, tížena francouzským tlakem, hledala podporu ze strany Dánska.
Po jistém váhání král Kristián V. započal připravovat invazi do Skåne podniknutou v roce 1675, zatímco Švédi byli zaměstnáni boji proti Braniborům. Invaze Skåne byla kombinována se simultánním norským útokem zvaným Gyldenløvská válka, který nutil bránící se Švédy válčit na dvou frontách navíc kromě jejich zapletení do bojů v Říši.
Dánským cílem bylo získat zpět Skåne, které bylo přiřčeno Švédsku mírem z Roskilde. Přestože se dánská ofenzíva původně setkala s velkým úspěchem, švédské protiútoky vedené devatenáctiletým Karlem XI. vymazaly většinu jejích zisků.

## Výsledek války
Tato válka neměla určitého vítěze; švédské válečné námořnictvo bylo poraženo na moři, dánská armáda byla poražena Švédy ve Skåne, ti však byli dříve poraženi Branibory v severním Německu. Válka a nepřátelství skončily, když dánský spojenec, Nizozemská republika, přestal válčit se silnějším švédským spojencem Francií a švédský král Karel XI. uzavřel sňatek s dánskou princeznou Ulrikou Eleonorou, sestrou Kristiána V.
Mír byl uzavřen díky diplomatickému úsilí Francie mírovými smlouvami z Fontainebleau a z Lundu (Švédsko s Dánskem) a mírem ze Saint-Germain-en-Laye (Švédsko s Braniborskem), které navrátily naprostou většinu ztracených území Švédsku.